# Aegna
Aegna (en sueco: Ulfsö) es una isla perteneciente a Estonia. La isla se encuentra localizada frente a la costa norte de Estonia, en el golfo de Finlandia. La isla está ubicada frente a la costa de la península de Viimsi, a 14 km al noroeste de Tallin. La isla ocupa una superficie de 2,93 km². En 1460 la isla fue poblada por primera vez, albergando en la actualidad a dos habitantes permanentes. Administrativamente, Aegna pertenece a la ciudad de Tallin: es la única isla administrada por la capital.
Las coordenadas de Aegna son: 59°34′50″N 24°45′28″E / 59.58056, 24.75778